# 지웰시티몰
지웰시티몰은 충청북도 청주시 복대동에 위치한 복합 쇼핑 센터이다. 2010년 지웰시티몰 I이 처음 영업을 시작하였고, 2014년 지웰시티몰 II도 영업을 시작하였다. 지웰시티몰 I과 지웰시티몰 II는 인근 현대백화점 충청점과 통로로 연결되어 있다.
천안 불당 지웰시티몰은 충청남도 천안시 불당지웰시티푸르지오아파트 단지 내에 위치한 스트리트형 소규모 쇼핑 센터이다.

## 지웰시티몰 I
식당가, 학원, 마트, 피트니스센터, 병원, 카페 등 다양한 점포가 입점되어 있다.
2층은 현대백화점 충청점 유플렉스 2층과 브릿지로 연결되어있다.

## 지웰시티몰 II
1층과 2층에는 ZARA, 탑텐, 슈펜, MIXXO, H&M, 폴햄, 원더플레이스 등의 의류 브랜드, 지하 1층에는 SOHO ZONE, 3∼4층에는 CGV가 입점되어 있다.

## 천안불당 지웰시티몰
영풍문고 등이 입점해 있다.